# Miltochrista koshunica
Miltochrista koshunica är en fjärilsart som beskrevs av Embrik Strand 1917. Miltochrista koshunica ingår i släktet Miltochrista och familjen björnspinnare. Inga underarter finns listade i Catalogue of Life.